# Dobovlje
Dobovlje este o localitate din comuna Domžale, Slovenia, cu o populație de 20 de locuitori.